# Cindy Bishop
Cynthia Carmen Burbridge-Bishop (em tailandês:  ซินเธีย คาร์เมน เบอร์บริดจ์-บิชอพ; nascida em 30 de dezembro de 1978) ou Sirinya Burbridge (em tailandês:  สิรินยา เบอร์บริดจ์), é uma modelo, atriz, titular de concurso de beleza e ativista tailandesa. Ela é mais conhecida como apresentadora e jurada do Asia's Next Top Model.

## Vida pregressa
Cynthia Bishop nasceu em Bangkok, capital da Tailândia, e foi criada em Pattaya. Seu pai, William Burbridge, é americano e sua mãe, Patricia, é metade inglesa, um quarto indiana e um quarto tailandesa. Cynthia Bishop frequentou a Ruamrudee International School, em Bangkok, e formou-se em Relações Públicas, na Universidade de Bangkok.
Em 2005, ela se casou com Byron Bishop, um modelo nipo-americano e teve dois filhos, Leila Carmen e Aiden.

## Carreira
Cynthia Bishop começou a mergulhar aos 5 anos de idade e com isso conseguiu seu primeiro contrato de modelo para uma filmagem comercial subaquática para uma loja de equipamentos de mergulho.
Em 1996, Cynthia Bishop venceu o concurso de Miss Tailândia Mundial e representou a Tailândia no concurso de Miss Mundo em Bangalore, na Índia, onde não foi colocada e não chegou às semifinais.
O trabalho de Cynthia Bishop em filmes inclui The King Maker, pelo qual ela foi indicada como melhor atriz coadjuvante no Prêmio Suphanahong de 2005, na Tailândia, e All I See is You (2016). Ela também estrelou em inúmeras séries dramáticas tailandesas, como Gossip Girl: Thailand, interpretando o papel de Lily Wijitranukul; City Of Light (adaptação tailandesa da série estadunidense The OC), Clueless e From Dreams to Eternity.
Em 2016, Cynthia Bishop apresentou o quarto ciclo do Next Top Model da Ásia e manteve o posto até o sexto ciclo, em 2018. Ela também apresentou 2 episódios do Next Top Model Cycle 12, da Grã-Bretanha.
Em 2021, Cynthia Bishop estrelou F4 Thailand: Boys Over Flowers, a adaptação tailandesa do popular mangá shōjo japonês Boys Over Flowers, de Yoko Kamio. Ela interpretou a mãe de Thyme (Bright, também conhecida como Vachirawit Chivaaree).

## Movimento social
Em 2018, Cynthia Bishop lançou uma campanha de mídia social, #DontTellMeHowToDress. Mais tarde, ela postou um vídeo com sua mensagem "Não diga às mulheres o que vestir; diga aos homens para respeitarem as mulheres", que conquistou a Internet. Cynthia Bishop se uniu à Thai Women and Men Progressive Movement Foundation e à ONU Mulheres para transformar a campanha em uma exposição, começando em 25 de junho de 2018, para aumentar a conscientização sobre o assédio sexual e a culpabilização das vítimas na Tailândia.

## Prêmios
Cynthia Bishop estava na lista das 100 mulheres da BBC anunciada em 23 de novembro de 2020.

## Filmografia

### Filme
| Ano  | Título                         | Função                             | Notas          |
| ---- | ------------------------------ | ---------------------------------- | -------------- |
| 2003 | Irmãs do Pecado (5ª temporada) |                                    |                |
| 2005 | The King Maker (กบฏท้าวศรีสุดาจัน) | Maria                              |                |
| 2016 | Tudo o que eu vejo é voce      |                                    | Estados Unidos |
| 2021 | Kate (filme)                   | Mãe (papel não creditado deletado) | Estados Unidos |
| 2022 | Karmalink                      | Dra. Sophia                        |                |

### Televisão

#### Séries de TV
| Ano       | Título                                | Função               | Rede           |
| --------- | ------------------------------------- | -------------------- | -------------- |
| 1996      | Madame Mod (มาดามมด)                  |                      |                |
| 1997      | Sanaeha Payabaht (เสน่หาพยาบาท)        | michelle             | canal 3        |
| 1998      | Jark Fun Su Nirandon (จากฝันสู่นิรันดร)    | Ranee                | canal 3        |
| 1999      | Ruk Lae Patubai (รักเล่ห์เพทุบาย)         |                      | Canal 3        |
| 1999      | Ror Wan Chan Mee Ther (รอวันฉันมีเธอ)    |                      | Canal 3        |
| 2000      | Prakasit Ngern Tra (ประกาศิตเงินตรา)    | sharon               | Canal 3        |
| 2002      | Jom Kon Plon Pa Lok (จอมคนปล้นผ่าโลก)   | Sikharin             | canal 7        |
| 2002      | Plerng Maya (เพลิงมายา)                | Kirana               | canal 7        |
| 2004      | Jao Sao Glua Fon (เจ้าสาวกลัวฝน)        | Chonwasa             | Canal 3        |
| 2005      | Kularb See Dum (กุหลาบสีดำ)             | Música               | Canal 3        |
| 2006      | Likit Ruk Likit Luerd (ลิขิตรัก ลิขิตเลือด) | helena               | canal 5        |
| 2009      | Sakul Ka (สกุลกา)                      | Walai                | canal 5        |
| 2013      | Paap Ataan (ภาพอาถรรพณ์)               | Pinsuda              | canal 5        |
| 2014      | Leh Nang Fah (เล่ห์นางฟ้า)               | Graça Miller         | canal 5        |
| 2015      | Ugly Betty Thailand (ยัยเป็ดขี้เหร่)       | Sofia                | Thairath TV    |
| 2015      | Gossip Girl Thailand (แสบใสไฮโซ)      | Lily van der Woodsen | Canal 3        |
| 2015      | Thephabutra Sud Waeha (เทพบุตรสุดเวหา)  | Lady Supakawadee     | Canal 3        |
| 2015      | Torfun & Marwin (ทอฝันกับมาวิน)          | Wipada               | Um HD          |
| 2016      | O OC Tailândia (กรุงเทพ. . มหานครซ้อนรัก | Jane                 | Um HD          |
| 2016      | Plerng Naree (เพลิงนรี)                 | Kanda                | Canal 3        |
| 2016      | O-negativo (รัก-ออกแบบไม่ได้)            | Doung                | GMM25, Netflix |
| 2018      | A princesa herdeira (ลิขิตรัก)           | Princesa Mona        | canal 3        |
| 2018      | De volta a Bangkok                    | Doce                 | TBA            |
| 2021-2022 | F4 Tailândia: Meninos Sobre Flores    | Rosalyn Paramanantra | GMM25          |

#### Programa de TV
| Ano  | Título | Função                              | Rede                             |
| ---- | --- | ----------------------------------- | -------------------------------- |
| 2015 | The Face Tailândia (temporada 2)                                                                                             | Convidado especial (Episódio 4)     | Canal 3 (Tailândia)              |
| 2016 | Próxima Top Model da Ásia (ciclo 4)                                                                                          | Juiz principal (anfitrião)          | Mundo ESTRELA                    |
| 2017 | Próxima Top Model da Ásia (ciclo 5)                                                                                          | Juiz principal (anfitrião)          | Mundo ESTRELA                    |
| 2017 | Next Top Model da Grã-Bretanha (ciclo 12)                                                                                    | Juiz (anfitrião) (episódios 8–9)    | Lifetime (Reino Unido e Irlanda) |
| 2018 | <i id="mwAUs">The Face Tailândia (temporada 4)<span typeof="mw:DisplaySpace" id="mwAUw">&nbsp;</span>: Todas as estrelas</i> | Convidado especial (Episódios 2, 7) | Canal 3 (Tailândia)              |
| 2018 | Miss Tiffany's Universe: The Reality Temporada 2                                                                             | Mentor                              | GMM 25                           |
| 2018 | Next Top Model da Ásia (ciclo 6)                                                                                             | Juiz principal (anfitrião)          | Fox Life                         |
| 2018 | Miss Tailândia Mundial 2018 A Realidade                                                                                      | Juiz principal (anfitrião)          | Canal 3 (Tailândia) SD           |
| 2019 | Drag Race Tailândia (temporada 2)                                                                                            | Juiz Convidado (Episódio 5)         | Grupo Kantana                    |
| 2021 | Supermodelo Eu (6ª Temporada)                                                                                                | Juiz principal (anfitrião)          | AXN Ásia                         |

## Prêmios e indicações
| Ano  | Prêmio                                  | Categoria                | trabalho indicado              | Resultados   |
| ---- | --------------------------------------- | ------------------------ | ------------------------------ | ------------ |
| 1996 | Miss Tailândia Mundial 1996             |                          |                                | Vencedora    |
| 1996 | Miss Mundo 1996                         |                          |                                | Não colocada |
| 2005 | Prêmios Suphannahong do Cinema Nacional | Melhor atriz coadjuvante | The King Maker (กบฏท้าวศรีสุดาจัน) | Nominada     |